# Kurtlar Vadisi Terör
Kurtlar Vadisi Terör es una serie de televisión turca sobre terrorismo, acción y política, producida por Pana Film, cuyo primer episodio se emitió el 8 de febrero de 2007 y posteriormente fue retirado del aire. El primer episodio emitido quedó primero con una calificación de 22,40.

## Elenco y personajes
| Oyuncu            | Karakter            | Bölümler |
| ----------------- | ------------------- | -------- |
| Necati Şaşmaz     | Polat Alemdar       | 1–2      |
| Gürkan Uygun      | Memati Baş          | 1–2      |
| Sönmez Atasoy     | Halil İbrahim Kapar | 1–2      |
| Kenan Çoban       | Abdülhey Çoban      | 1–2      |
| Erhan Ufak        | Erhan Ufuk          | 1–2      |
| Emin Olcay        | Ömer Candan         | 1–2      |
| Serpil Tamur      | Nazife Candan       | 1        |
| Erdem Ergüney     | Deli Hikmet         | 1–2      |
| Kerem Fırtına     | Eren Eylül          | 1–2      |
| Kemal Topal       | Sero                | 1–2      |
| Şefika Tolun      | Şefika Akyıldız     | 1–2      |
| Volkan Özgömeç    | Zerdüşt             | 1–2      |
| Ali Çakalgöz      | Muzo                | 1–2      |
| Taner Turan       | Cemo                | 1–2      |
| Güneş Hayat       | Zeli                | 1–2      |
| Cüneyt Mete       | Muro                | 1–2      |
| Caner Candarlı    | Ferhat              | 1–2      |
| Fatih Kaçan       | Hasan Pürmüz        | 1–2      |
| Nevzat Yakışırboy | Nevzat Yakışırbey   | 1–2      |
| Tarkan Tüzmen     | Alper Özgenç        | 1–2      |
| Eda Özdemir       | Seher Akyıldız      | 1–2      |
| Barış Serma       | Arif Akyıldız       | 1–2      |
| Berat Yenilmez    | Comandante          | 1–2      |
| Saltuk Kaplangı   |                     | 1–2      |